# Олимпус (гора, Вашингтон)
Олимпус, Олимп, Олимпес — гора на западе штата Вашингтон (округ Джефферсон), высшая точка полуострова Олимпик и гор Олимпик-Маунтинс.
Своё название гора получила в честь знаменитой вершины в Греции. Первым из европейцев гору увидел со стороны Тихого океана в 1774 году испанский путешественник Хуан Перес, назвав её в честь Святой Розалии (El Cerro de la Santa Rosalia). Современное название гора получила в 1778 году. Первое восхождение на вершину было зафиксировано в 1907 году.
Гора высотой 2429 м над уровнем моря расположена в центре национального парка Олимпик, на склонах гор произрастают дождевые леса умеренного климата. Несмотря на сравнительно небольшую высоту, на горе из-за мощных зимних снегопадов расположено несколько крупных ледников. Самый крупный из них — Голубой ледник, объём которого оценивается в 0,57 км³, а площадь в 5,31 км².
По относительной высоте (2386 м) Олимпус занимает 5-е место в штате.